# P-ONE
P-ONE (англ. Pacific Ocean Neutrino Experiment, тихоокеанський нейтринний експеримент) — запропонована нейтринна обсерваторія, яка планується збудувати в північно-східній частині Тихого океану біля узбережжя Канади. Проєкт передбачає будівництво нейтринного телескопа об’ємом кілька кубічних кілометрів на ділянці Каскадія Океанічних мереж Канади.